# Hoe-deopbap
Hoe-deopbap (coreà: 회덮밥 ) o bibimbap de peix cru és un plat coreà que consisteix en arròs al vapor barrejat amb aixada saengseon a rodanxes o daus (peix cru), diverses verdures com enciam, cogombre i fulles de sèsam, oli de sèsam i chogochujang (una salsa feta amb vinagre), gochujang i sucre). El peix que s'utilitza per fer hoedeopbap és generalment o halibut, llobarro, peix de roca, tonyina, salmó o peix blanc.
La manera de menjar hoedeopbap és gairebé la mateixa que s'utilitza per menjar bibimbap: amb una cullera, tots els ingredients són barrejats pel comensal a taula abans de menjar.
Hi ha diferents varietats anomenades segons els seus ingredients, com el gul hoedeopbap (굴회덮밥) fet d'ostres crues i el gajami hoedeopbap (가자미 회덮밥) fet de llenguado cru, un plat especial de Gangnesung i les seves regions veïnes.

## Galeria

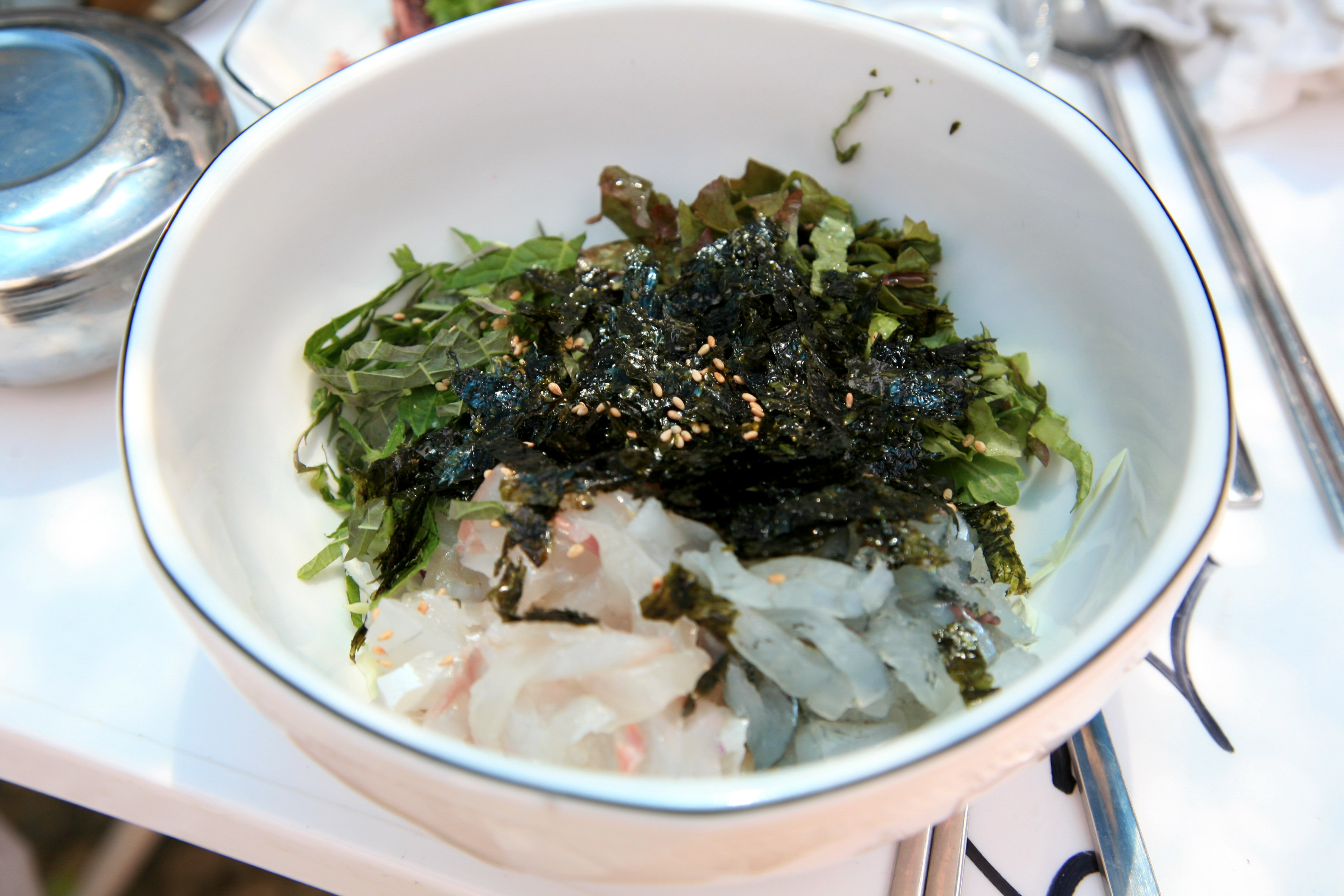
Les algues poden utilitzar com a cobertura per afegir salades
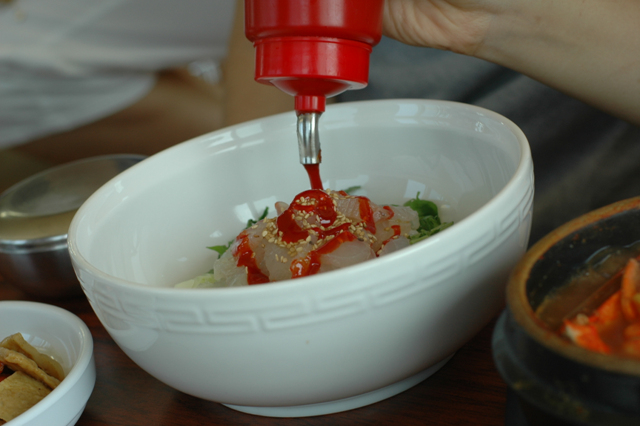
Gochujangse sol afegir a la part superior de hoedeopbap